# Amedeo Sica
Amedeo Sica (Marano di Napoli, 8 dicembre 1898 – 28 maggio 1975) è stato un politico italiano.

## Biografia
Laureato in Giurisprudenza, lavorò come notaio. Candidato alle elezioni politiche del 18 aprile 1948 alla Camera con la Democrazia Cristiana, non risultò eletto, ma divenne deputato della I legislatura della Repubblica Italiana il 20 dicembre 1950, in sostituzione del defunto Giuseppe Firrao. Concluse il proprio mandato parlamentare nel 1953.
Morì il 28 maggio 1975 all'età di 76 anni.